# Ier siècle en Lorraine

Cette page est une liste d'événements qui se sont produits au premier siècle sur le territoire actuel de la Lorraine.

## Éléments contextuels

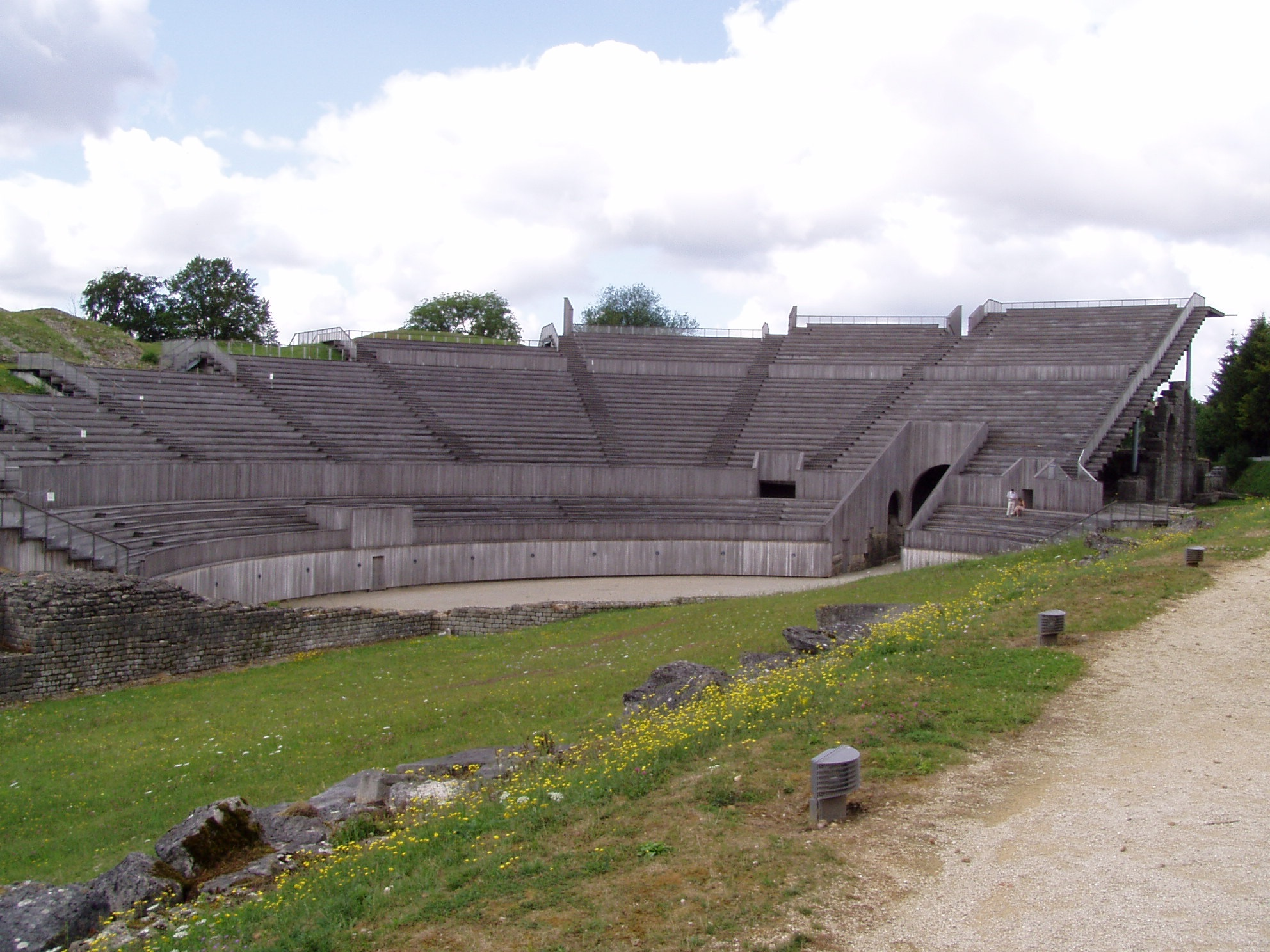
Amphithéâtre de Grand.

- Pendant la période gallo-romaine, la région appartient à la Gaule Belgique[1].
- D'importants ateliers de poteries ont été retrouvés à La Madeleine, Mittelbronn ainsi qu'entre Chémery et Faulquemont.
- Période d'occupation principale de l'oppidum de Boviolles[2] , situé sur un vaste éperon dominant l'agglomération actuelle de Boviolles, dans le département français de la Meuse.

## Événements

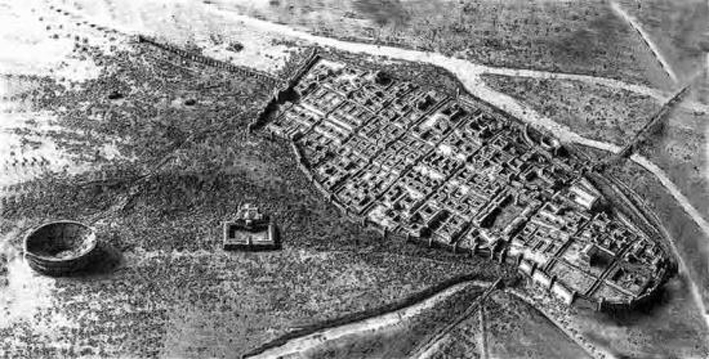
Metz : maquette de la ville romaine

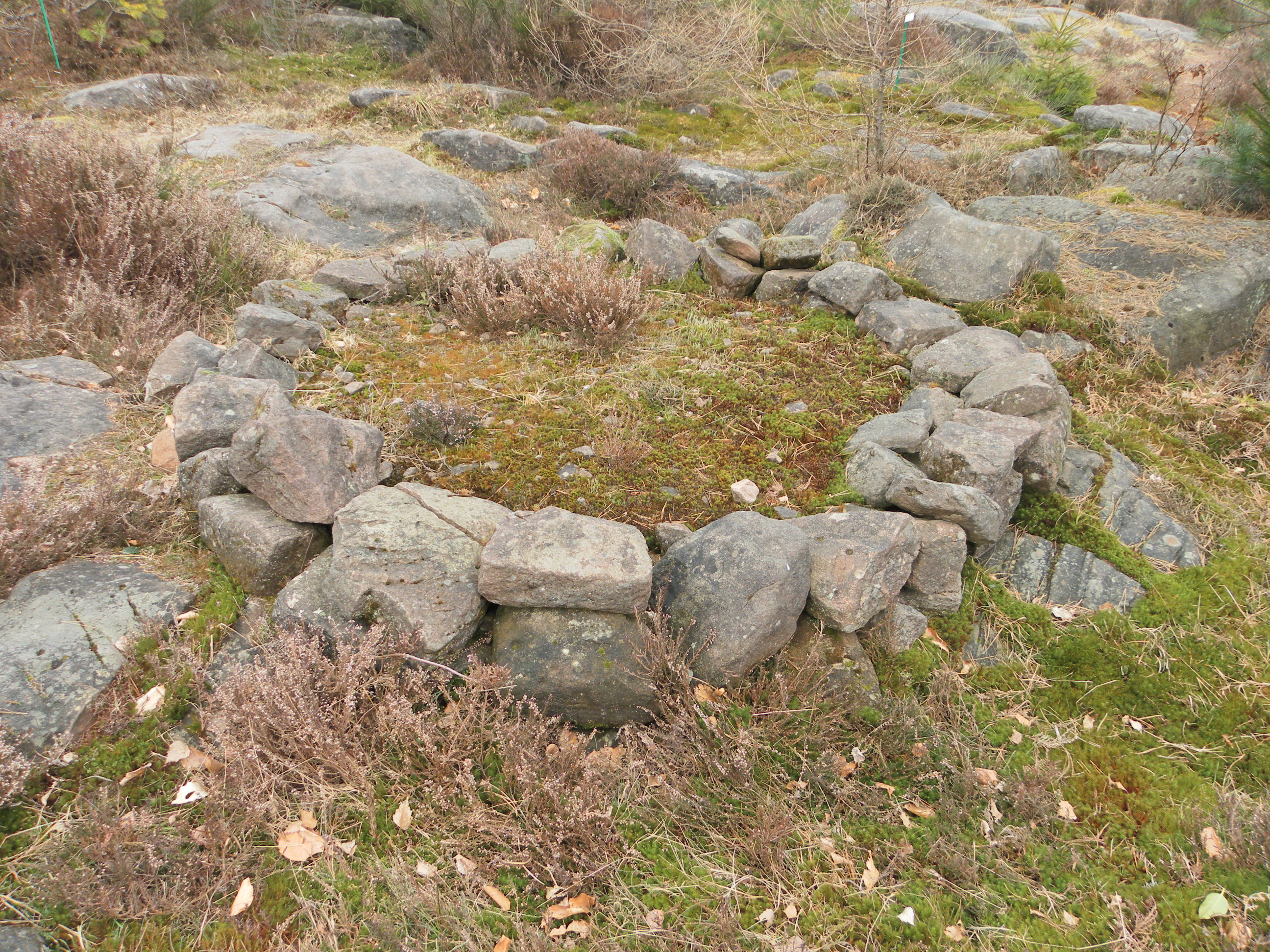
La nécropole du site de la Croix-Guillaume

- Tacite est le premier à citer l’oppidum de Metz (Divodurum Mediomatricorum) dans la phrase « Diuoduri Mediomatricorum id oppidum est[3]» (« Divodurum est la place forte des Médiomatriques »). Divodurum est une ville romaine ouverte, dont le cœur correspond à la moitié est du centre-ville actuel (des berges de la Moselle à la place Saint-Louis), et possédant plusieurs faubourgs connus, situé aujourd’hui au Pontiffroy, à Outre-Seille, et au nord du Sablon (secteur de l’amphithéâtre).
- 30 à 40 : construction du bourg de Bliesbruck[4].
- 69 : les affrontements pour la succession de Néron conduisent au massacre de 4000 habitants de Metz[4].
- 70 : début de la Pax Romana[4].
- Construction de la villa gallo-romaine de Saint-Ulrich. Site gallo-romain situé à Dolving en Moselle [5].
- 70 à 120 : construction de l'Amphithéâtre de Grand qui débute sous le règne de l'empereur Titus[6], ainsi que des principaux monuments de la ville[4].
- Troisième quart du premier siècle, construction de l' Aqueduc de Gorze à Metz[7]
- La ville romaine de Nasium s'est développée à la fin du Ier siècle av. J.-C. en contrebas de l'oppidum de Boviolles, au niveau de la confluence de l'Ornain et de la Barboure. Durant son extension maximale, l'agglomération se dota d'un apparat monumental important et atteignit une superficie de 120 ha, ce qui en fait, avec Metz, la ville antique majeure de l'actuelle Lorraine. Au IIe siècle, le géographe Ptolémée qualifiait Nasium de « ville des Leuques »[8].
- Le site de hauteur de la Croix-Guillaume à Saint-Quirin (Moselle) est un hameau de la période romaine situé à une vingtaine de kilomètres de l’agglomération antique de Pons Saravi, l’actuelle Sarrebourg, dernière étape de la voie antique Langres-Strasbourg, pendant la période romaine, avant le col de Saverne. Ce plateau de 7 000 m2 environ, constitué de grès, culmine à 487 m de haut et domine à l’Est la vallée de la Sarre rouge et à l’Ouest la vallée de la Sarre blanche. Depuis le XVIIIe siècle, le site attire les érudits et les premières investigations archéologiques sont réalisées à partir de 1962, à travers quelques sondages, puis récemment entre 1994 et 1999. Le mobilier archéologique découvert sur ce site, comme le mobilier céramique, métallique, etc., ainsi que les nombreuses stèles ou fragments de stèles funéraires ou votives, les monuments en ronde-bosse, comme les statues de culte des cavaliers dits à l’anguipède, sont conservés et exposés en partie au musée du pays de Sarrebourg. Ce site est inscrit aux monuments historiques depuis le 11 septembre 2003[9].